# Berga fly naturreservat
Berga fly är ett naturreservat i Uppvidinge kommun i Kronobergs län.
Området är skyddat sedan 2009 och är 84 hektar stort. Det är beläget 10 km sydost om Åseda och består av barrträdsdominerad sumpskog med hög andel tall och stort inslag av björk.

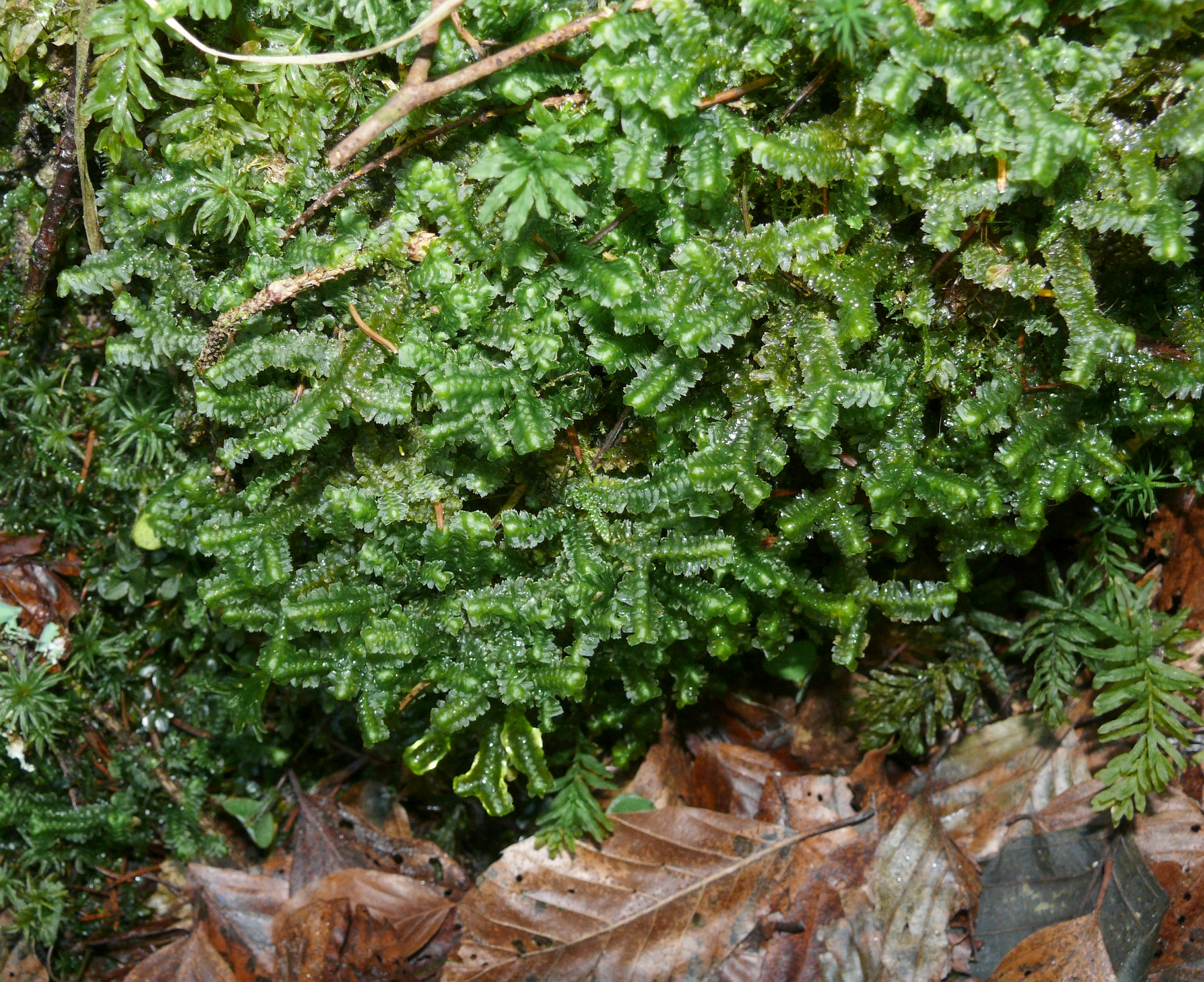
Stor revmossa

I reservatet finns de rödlistade arterna mindre hackspett och brunpudrad nållav. Där finns även signalarterna långfliksmossa, kattfotslav, havstulpanlav, stor revmossa och gulnål.